# Llista de governadors de Yucatán

Escut del Yucatan

Aquesta és la llista de governadors de Yucatán. En l'època actual, segons la constitució política de l'estat lliure i sobirà de Yucatán, l'exercici del poder executiu d'aquesta entitat mexicana, es diposita en un sol individu que es denomina governador constitucional de l'estat lliure i sobirà de Yucatán i que és elegit per a un període de 6 anys (abans 4). En l'actualitat el període governamental comença el dia 1 d'octubre de l'any de l'elecció i acaba el 30 de setembre després d'haver transcorregut sis anys.
Malgrat el principi de no reelecció establert en la mateixa constitució yucateca, aquesta habilita als ciutadans yucateques per a ser elegits governadors constitucionals incloent a aquells individus que han ocupat la titularitat del poder executiu amb anterioritat però de forma diferent a l'elecció popular, és a dir als interins, substituts o provisionals. Això últim ha generat controvèrsies i conflictes polítics, perquè segons el parer d'alguns aquesta possibilitat es troba en conflicte amb el precepte de la constitució política dels Estats Units Mexicans que estableix que cap governador estatal durarà en el seu encàrrec més de sis anys.
L'estat de Yucatán va ser creat en el 23 de desembre de 1823, i és un dels estats originals de la federació mexicana. Al llarg de la seva existència ha passat per tots els sistemes de govern que han tingut vigència en la història de Mèxic, per la qual cosa la denominació de l'entitat ha variat entre estat durant la repúbliques federals; departament, durant l'època del centralisme i república durant el període d'independència que va tenir Yucatán. També ha variat la denominació oficial del titular del poder executiu de l'estat.
De la mateixa manera, en l'època colonial va existir una Capitania General de Yucatán i va haver-hi alcaldes majors, governadors, intendents i capitans generals que atenien per mandat real els assumptes polítics militars i administratius de la regió que llavors es referia a la integritat de la península de Yucatán.

## Formes de govern a Yucatán
Abans de la Conquesta espanyola de Yucatán el territori de la península era pròpiament el Mayab i estava dividit en almenys 16 kuchkabals (províncies, senyorius, jurisdiccions o cacicatges) segons qui els denominés, que han estat estudiats.
A partir de la conquesta, es va donar un període de gairebé tres-cents anys de colonialisme i dependència de la corona espanyola. Des de llavors, els individus que han exercit el poder públic en Yucatán, incloent Nachi Cocom, que simbòlicament va ser l'últim cacic o senyor maia abans de la conquesta, fins als nostres dies, en les seves diferents denominacions, han estat els que s'indiquen més endavant en la secció corresponent.

### Època prehispànica
Abans de l'arribada dels espanyols, els grups *mayas que dominaven cadascuna de les províncies, jurisdiccions o Kuchkabals al territori de la península de Yucatán, el Mayab, eren cacicatges per un halach uinik i dins de les comunitats pels bataobs, cacics suprems d'una localitat.
Des de la conquesta espanyola de Yucatán, al llarg de cinc segles, a Yucatán s'ha donat diferent nom als qui van encapçalar les funcions governatives de l'entitat, en funció de les circumstàncies polítiques de cada època:

### Época colonial
- 1526 - 1549: Adelantat (durant el procés de conquista i de pacificació dels territoris peninsulars)
- 1549 - 1550: Oïdor
- 1550 - 1565: Alcalde Major
- 1565 - 1617: Governador
- 1617 - 1789: Governador i Capità General
- 1789 - 1821: Governador, Capità General i Intendent

### Època independent
- 1821: Cap superior polític
- 1822 - 1823: Governador
- 1823 - 1824: Junta Governativa
- 1824 - 1863: Governador
- 1863 - 1864: Consell de Govern
- 1864 - 1867: Comissari Imperial
- 1867 - actual : Governador

## Galeria de governants de Yucatán

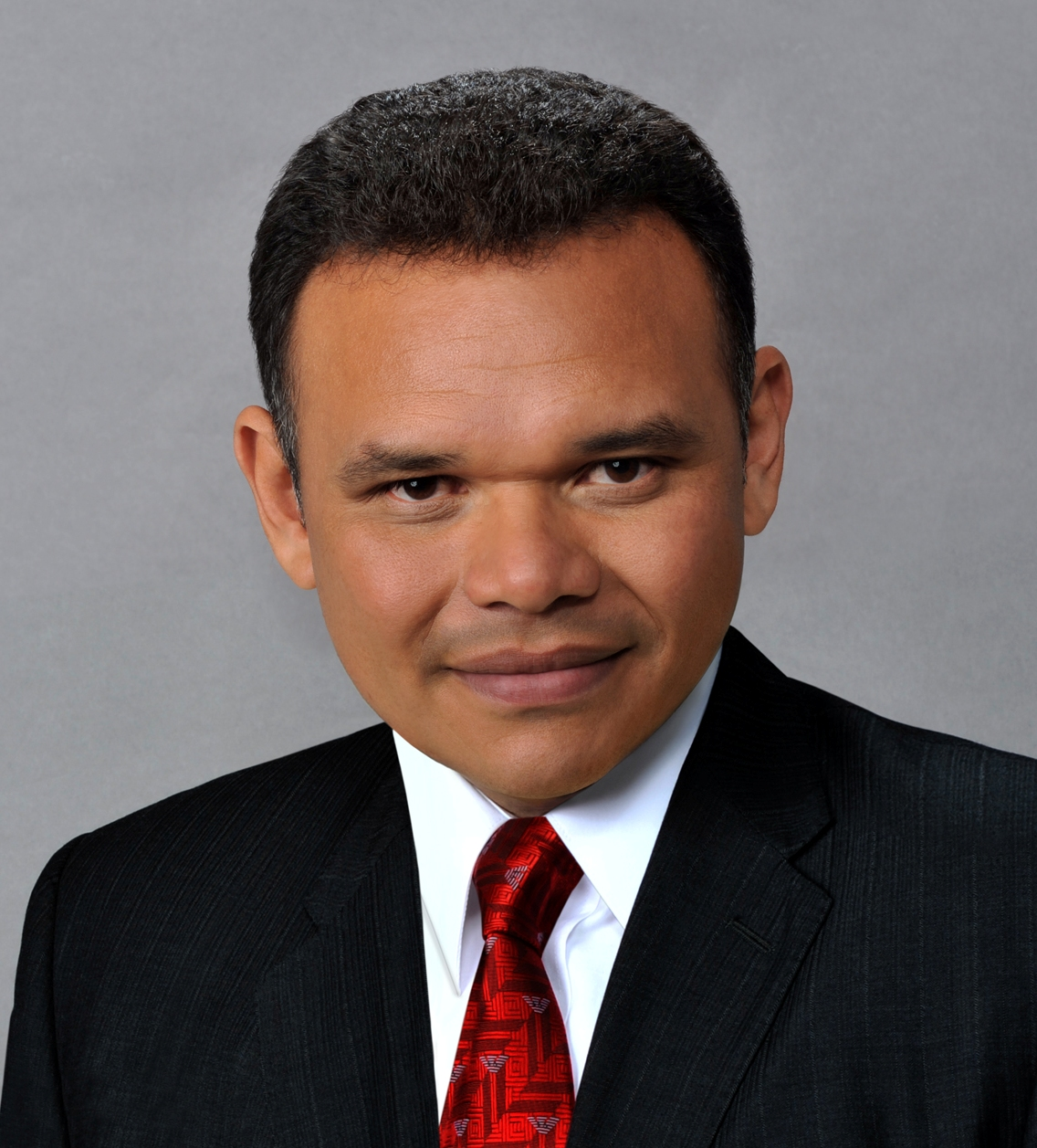
Rolando Zapata Bello (Governador actual 2012 - 2018)
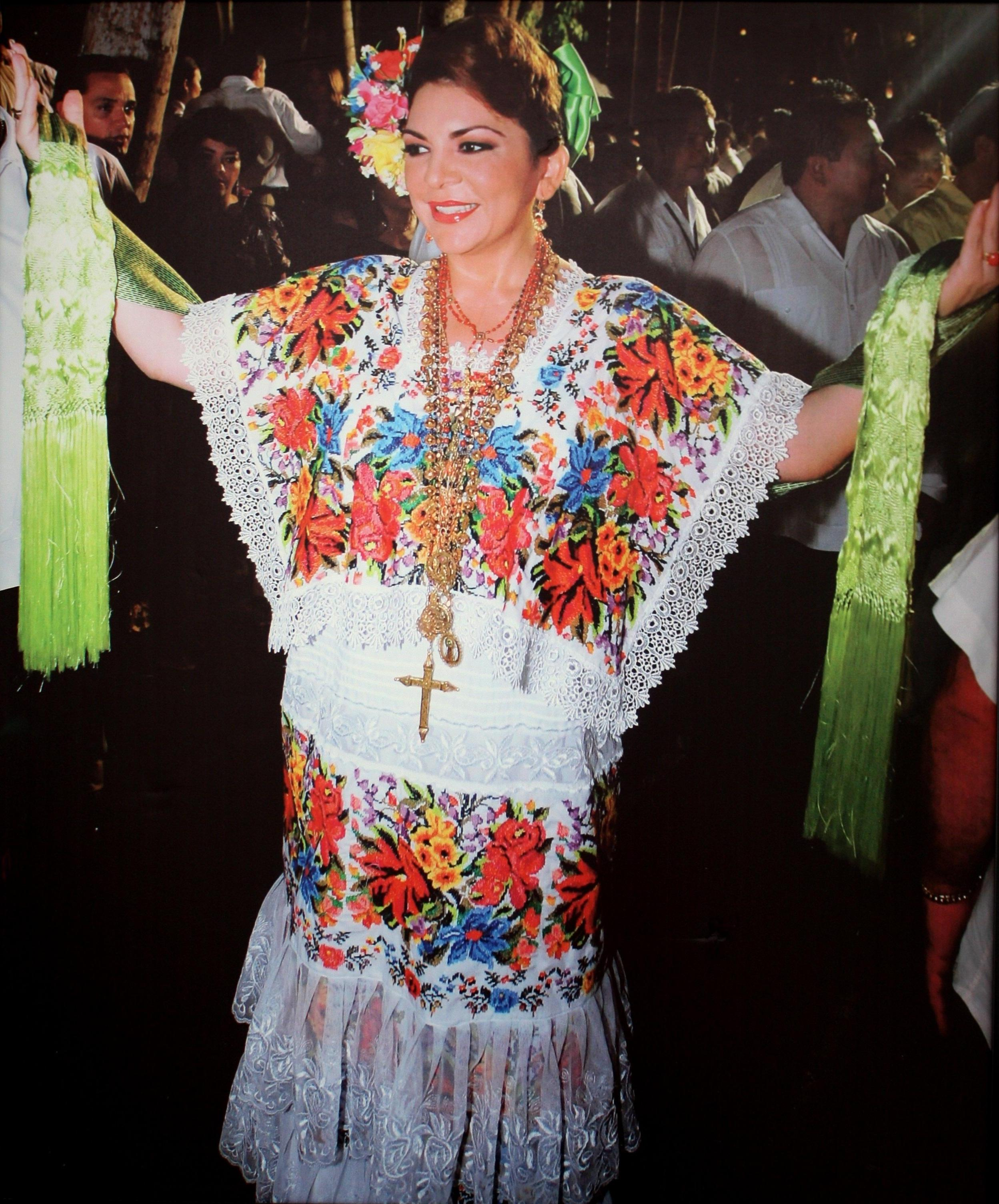
Ivonne Ortega Pacheco (2007 - 2012)
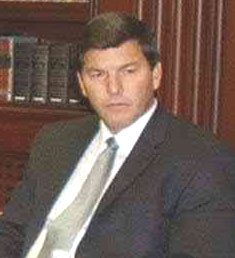
Patricio Patrón Laviada (2001 - 2007)
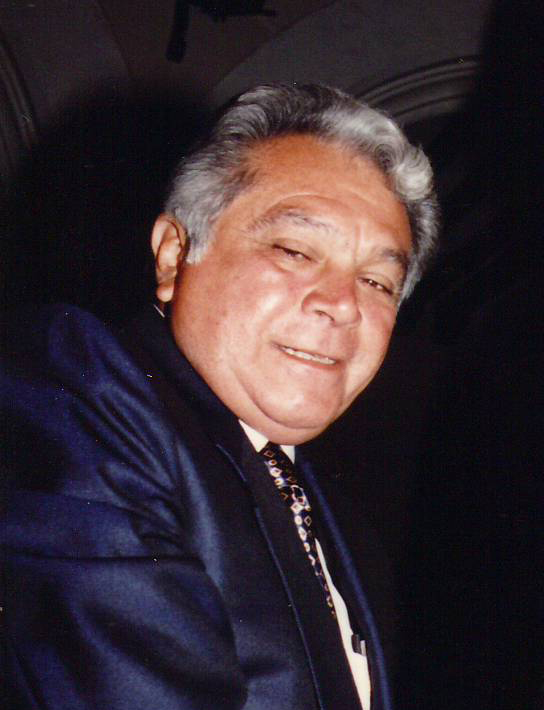
Víctor Cervera Pacheco (1984 -1987) (1995 - 2001)
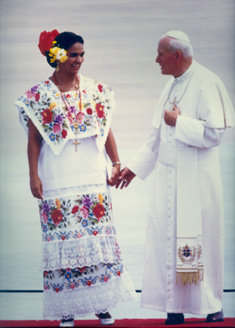
Dulce María Sauri Riancho (1992 - 1994)
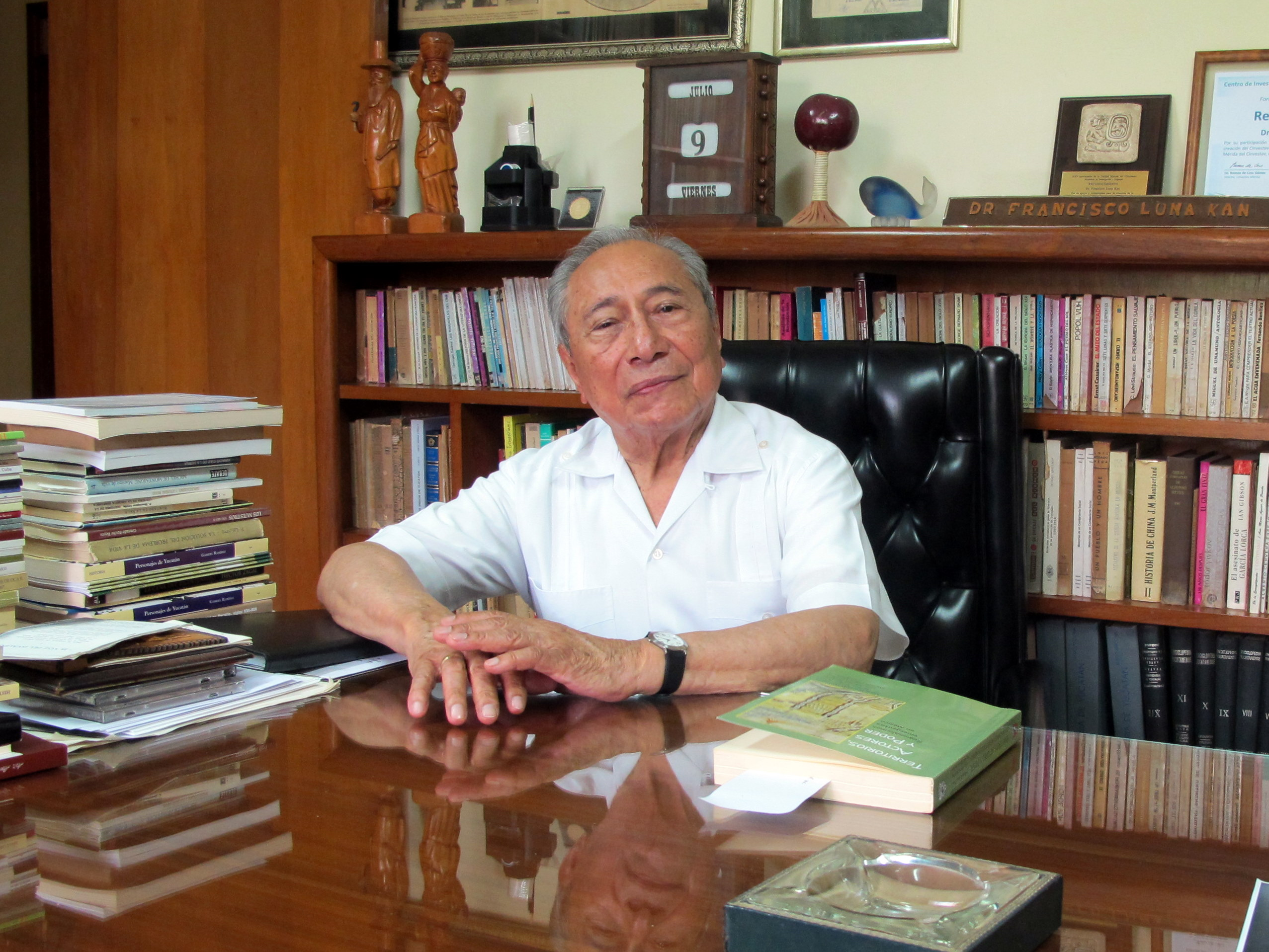
Francisco Luna Kan (1976 - 1982)
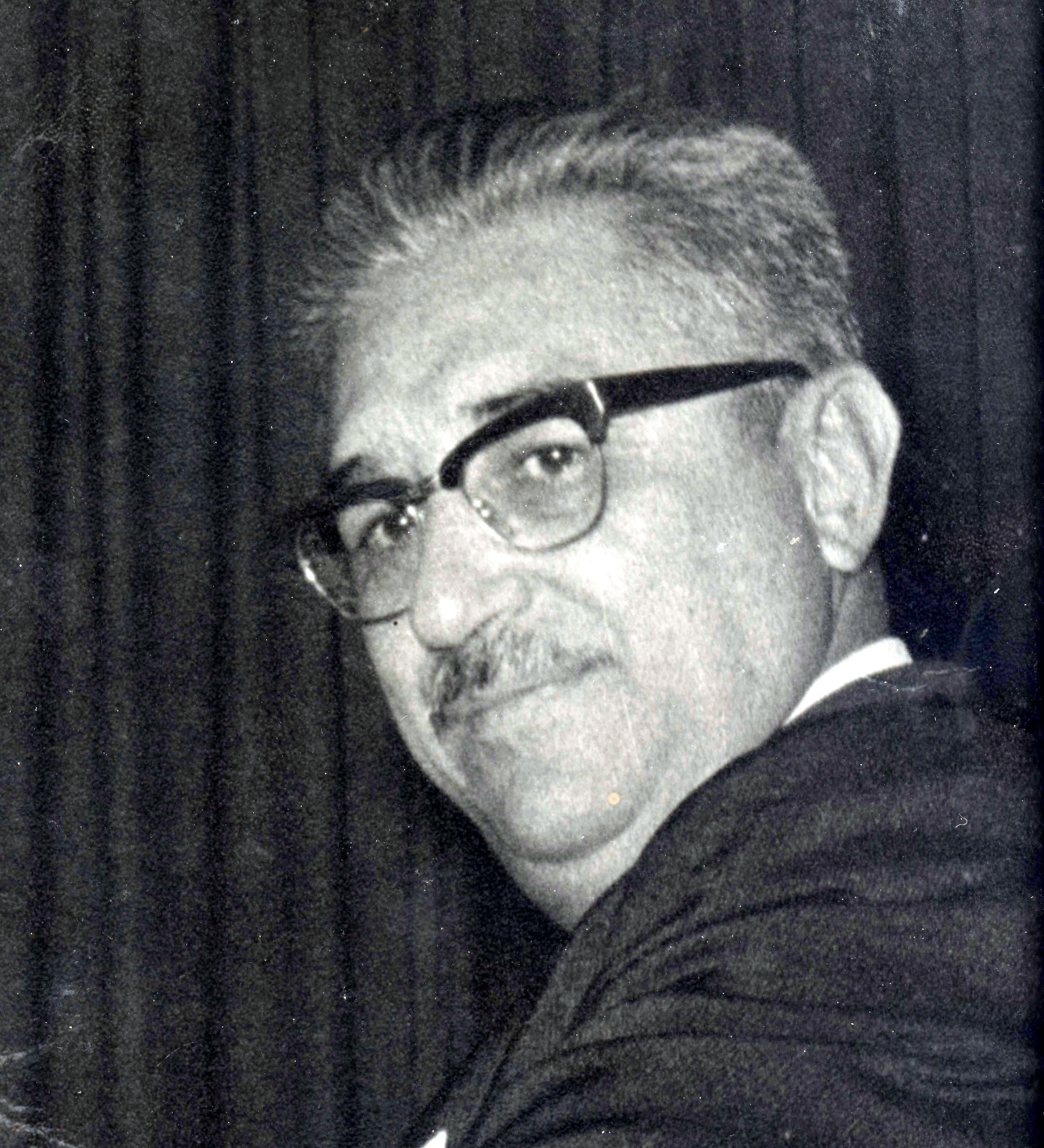
Luis Torres Mesías (1964 -1970)
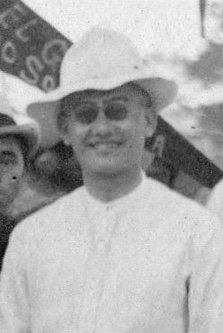
Miguel Cantón (1924)
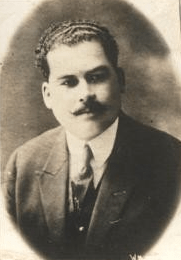
Juan Ricárdez Broca (1924)
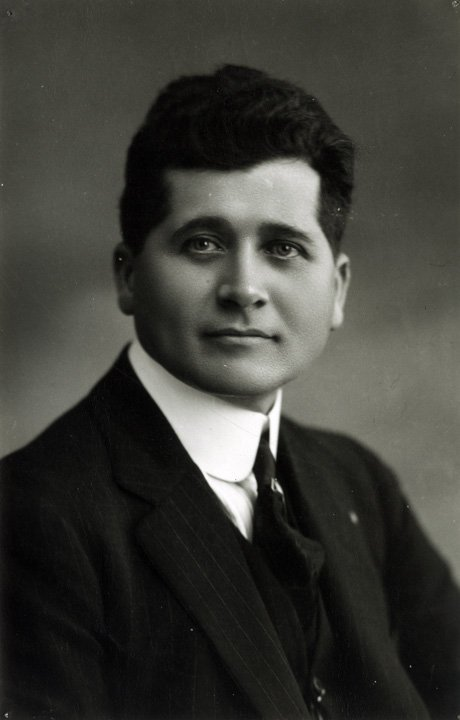
Felipe Carrillo Puerto (1922 - 1923)
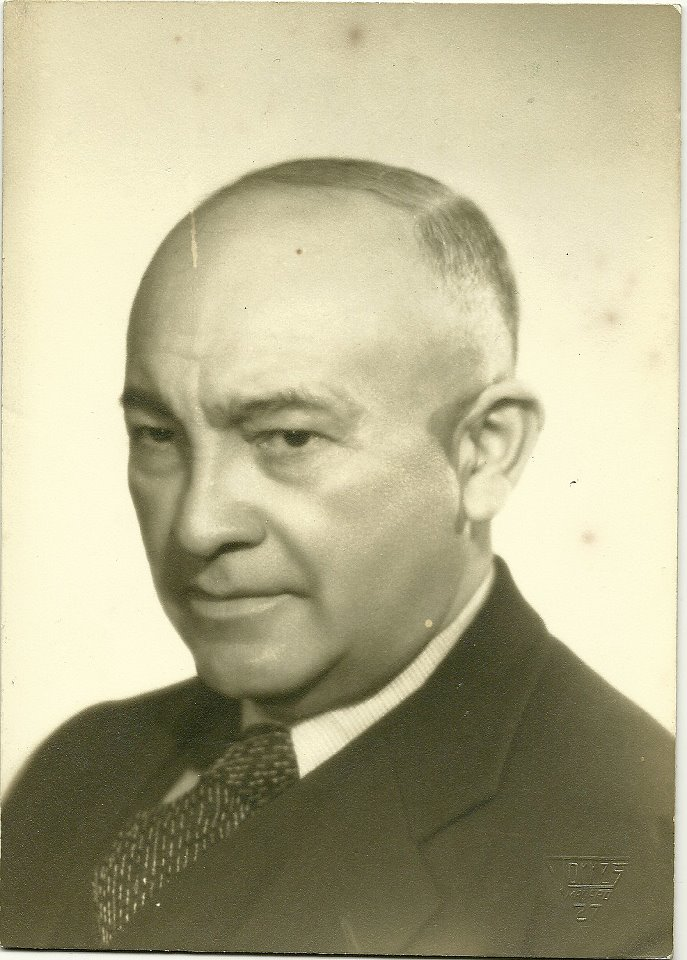
Hircano Ayuso y O'Horibe (1920 -1921)
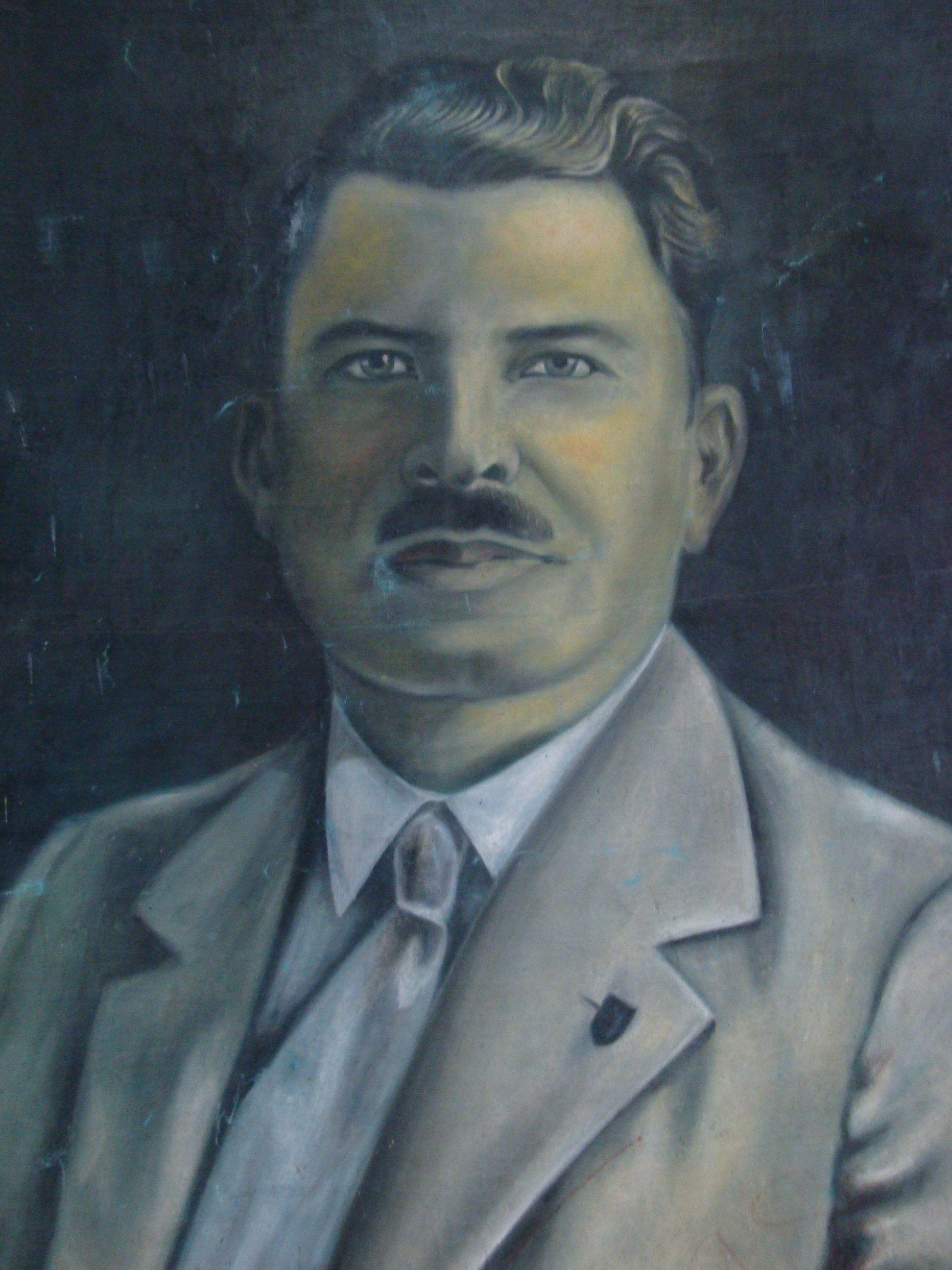
Tomás Garrido Canabal (1920)
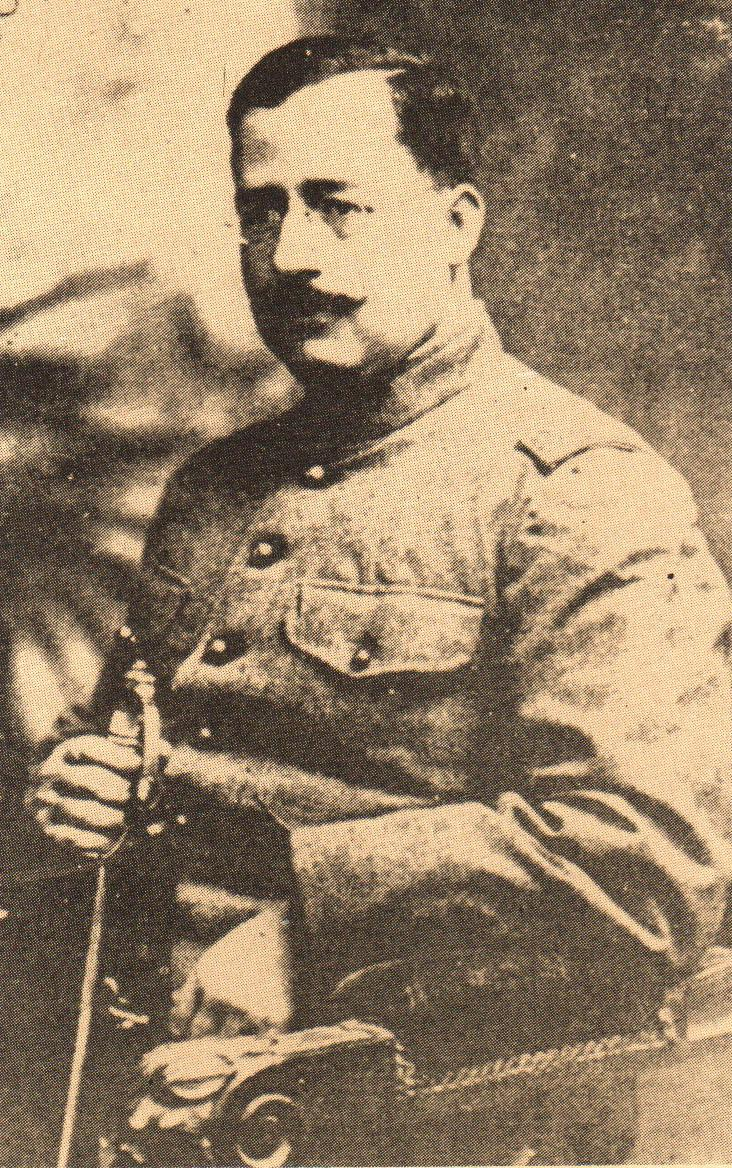
Salvador Alvarado (1915 - 1918)
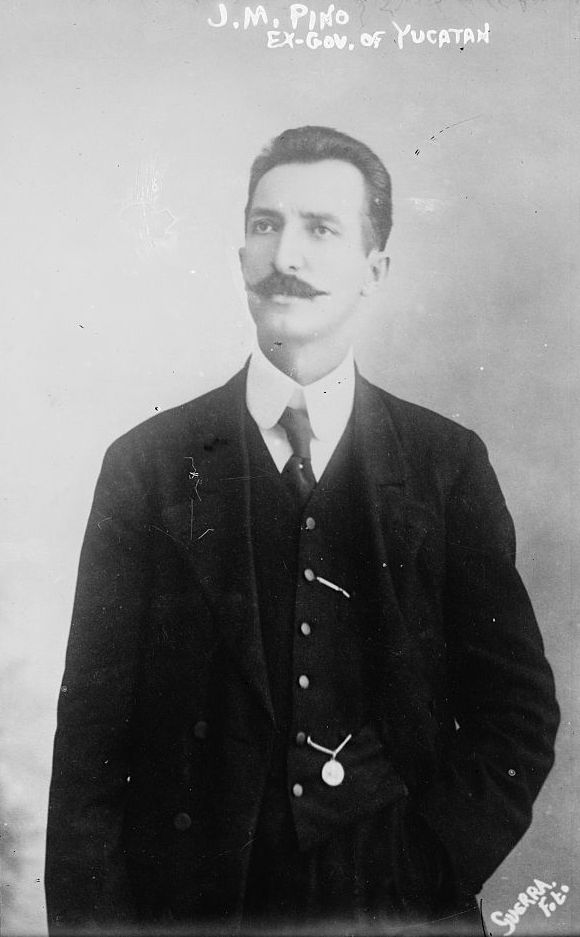
José María Pino Suárez (1911)
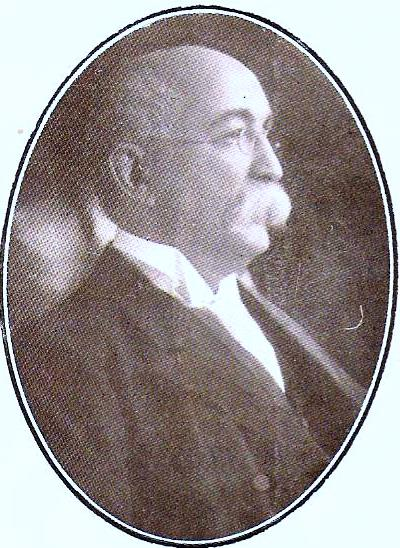
Olegario Molina Solís (1902 - 1906) (1906 - 1907)
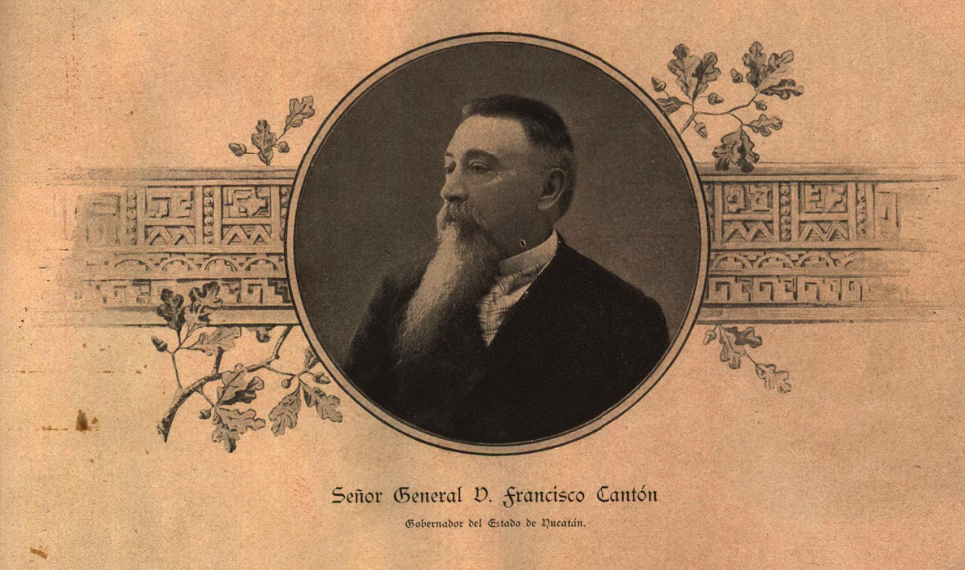
Francisco Cantón Rosado (1898-1902)
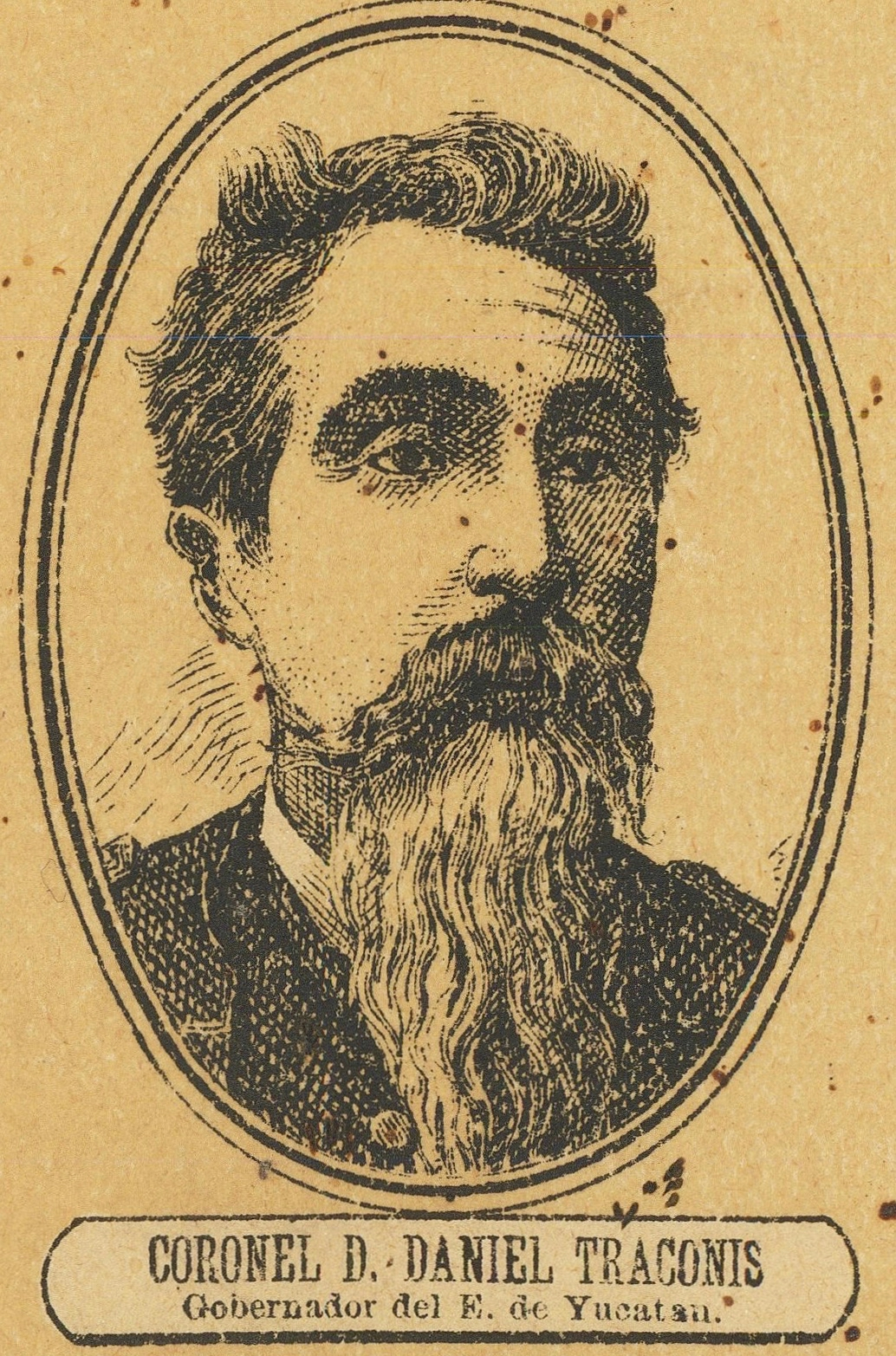
Daniel Tracones 1890-1893
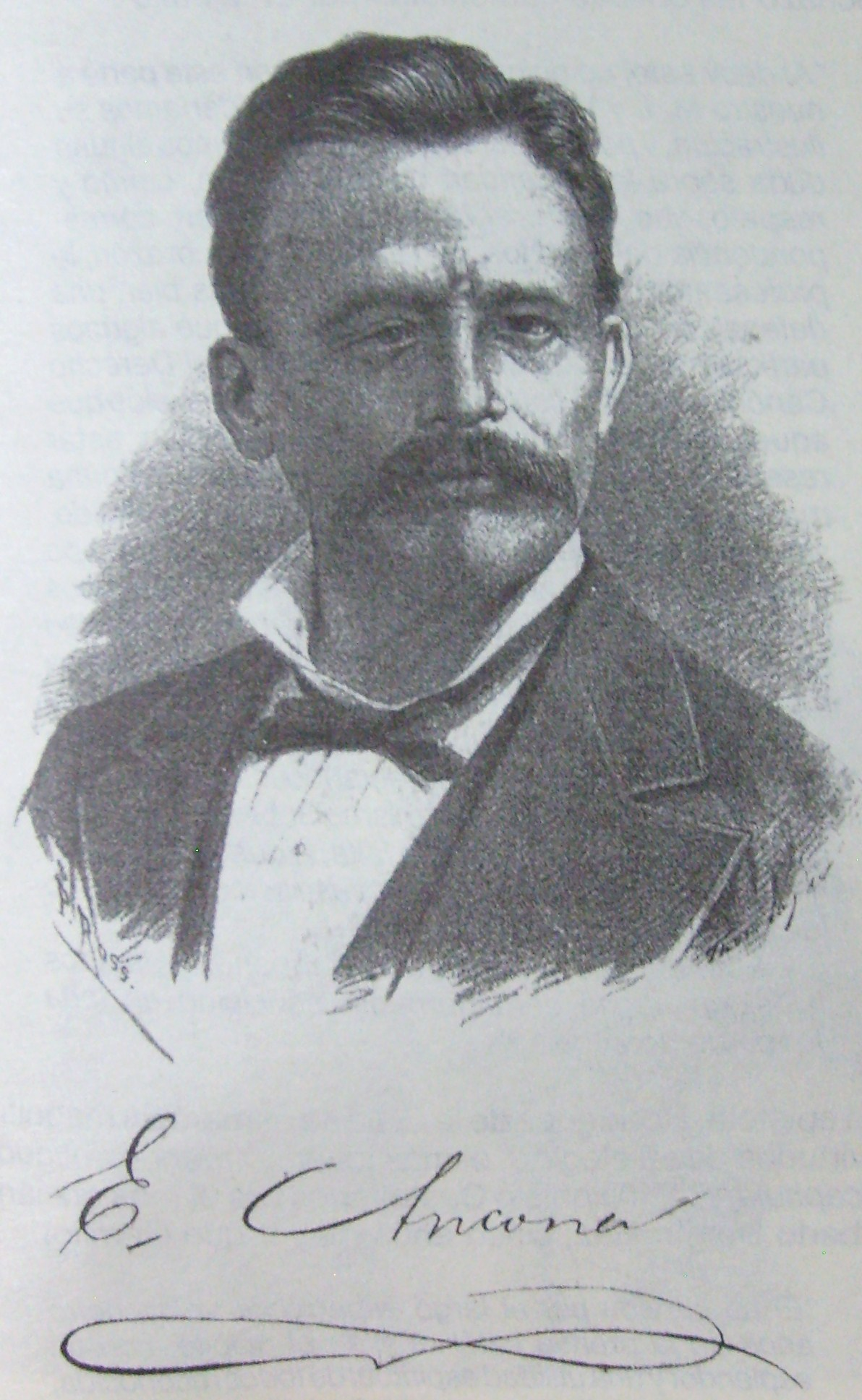
Eligio Ancona (1874 -1876)
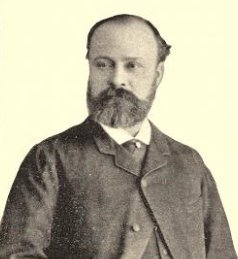
Ignacio R. Alatorre (1872)
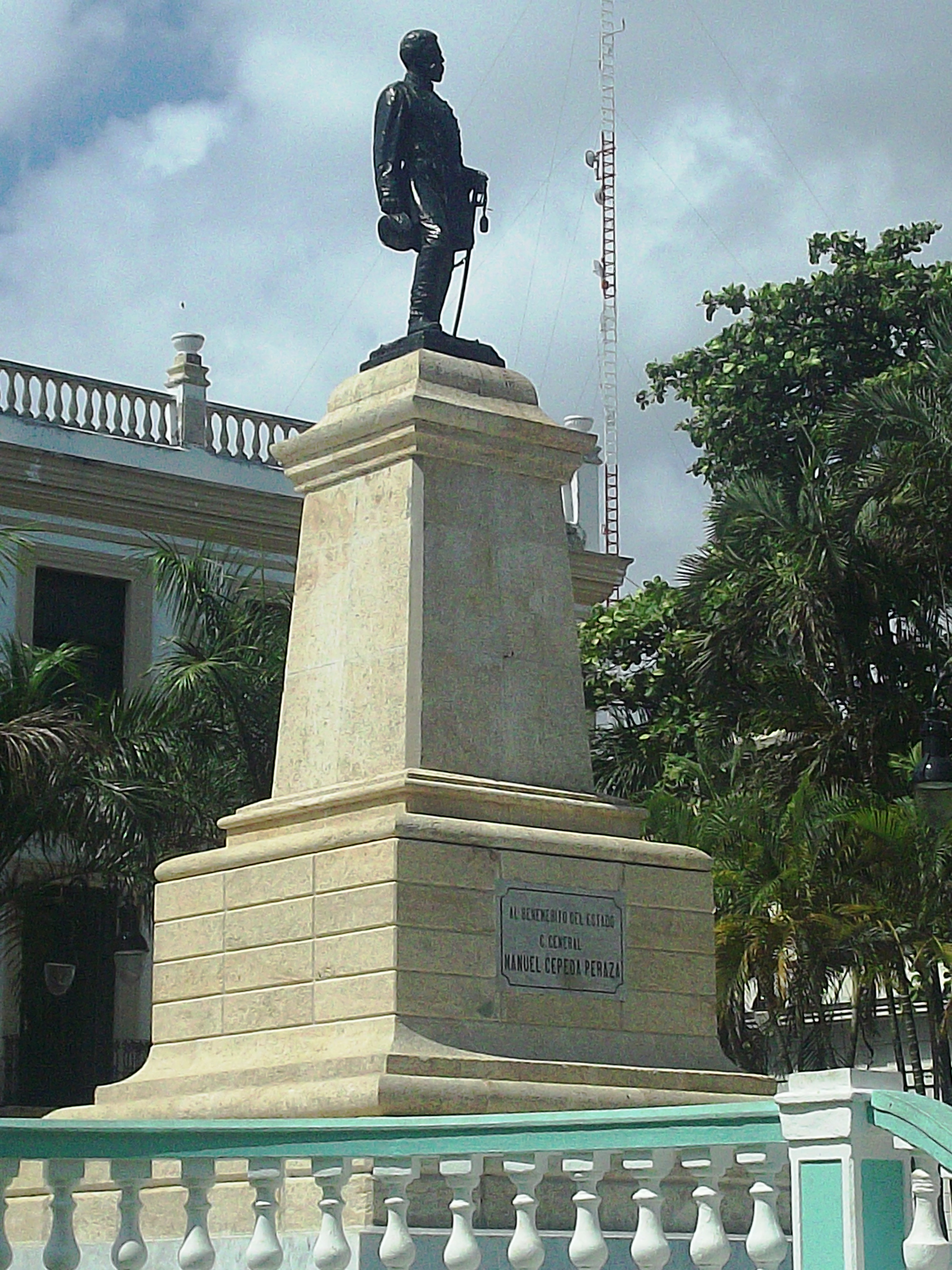
Manuel Cepeda Peraza (1867 - 1868) (1868 - 1869)
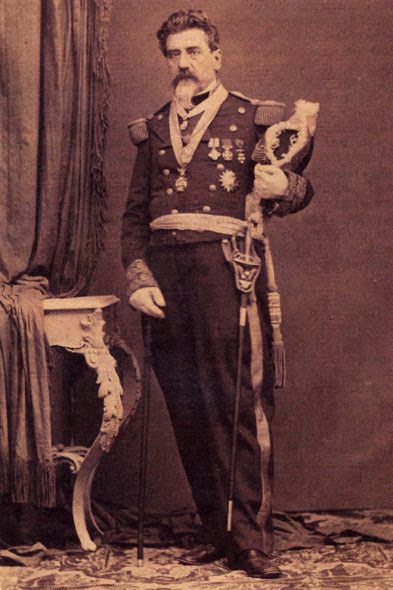
Pedro Ampudia Grimarest, governador de Yucatán en 1855
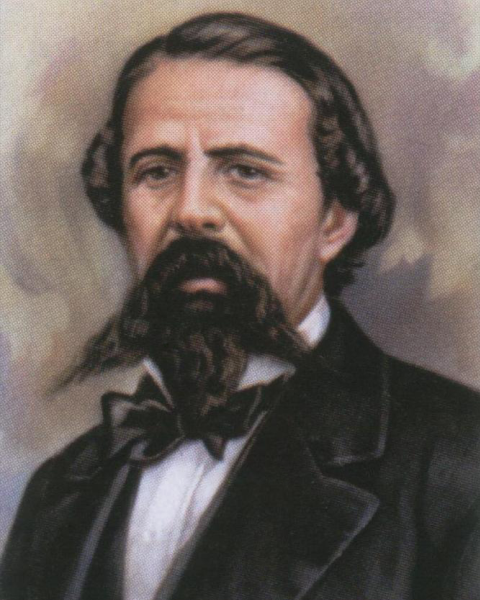
Rómulo Díaz de la Vega (1853 - 1854)
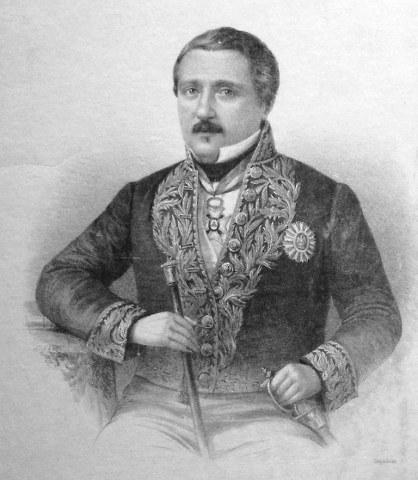
Miguel Barbachano y Tarrazo (1841) (1842 - 1843) (1844) (1846 - 1847) (1848 - 1853)
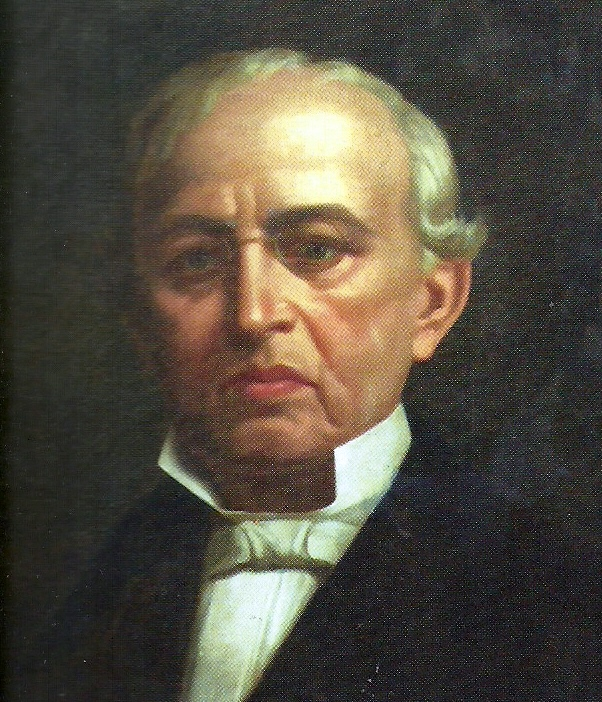
Santiago Méndez Ibarra (1847 - 1848) (1856 - 1857)
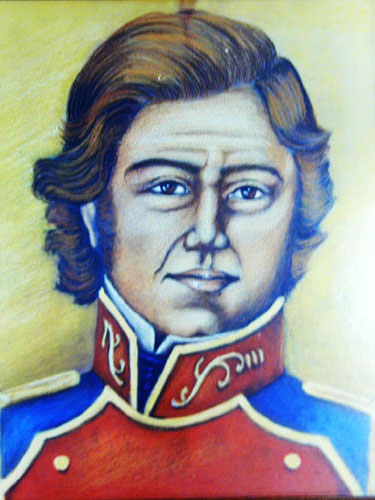
Pedro Sainz de Baranda (1835)
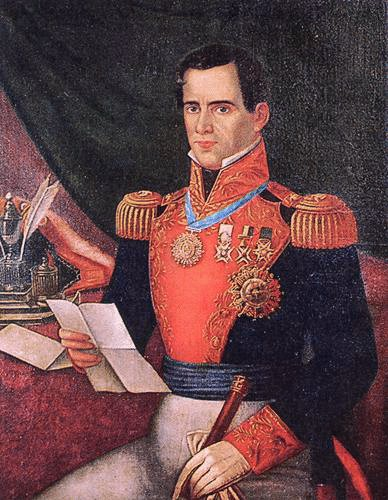
Antonio López de Santa Anna (1824 - 1825)
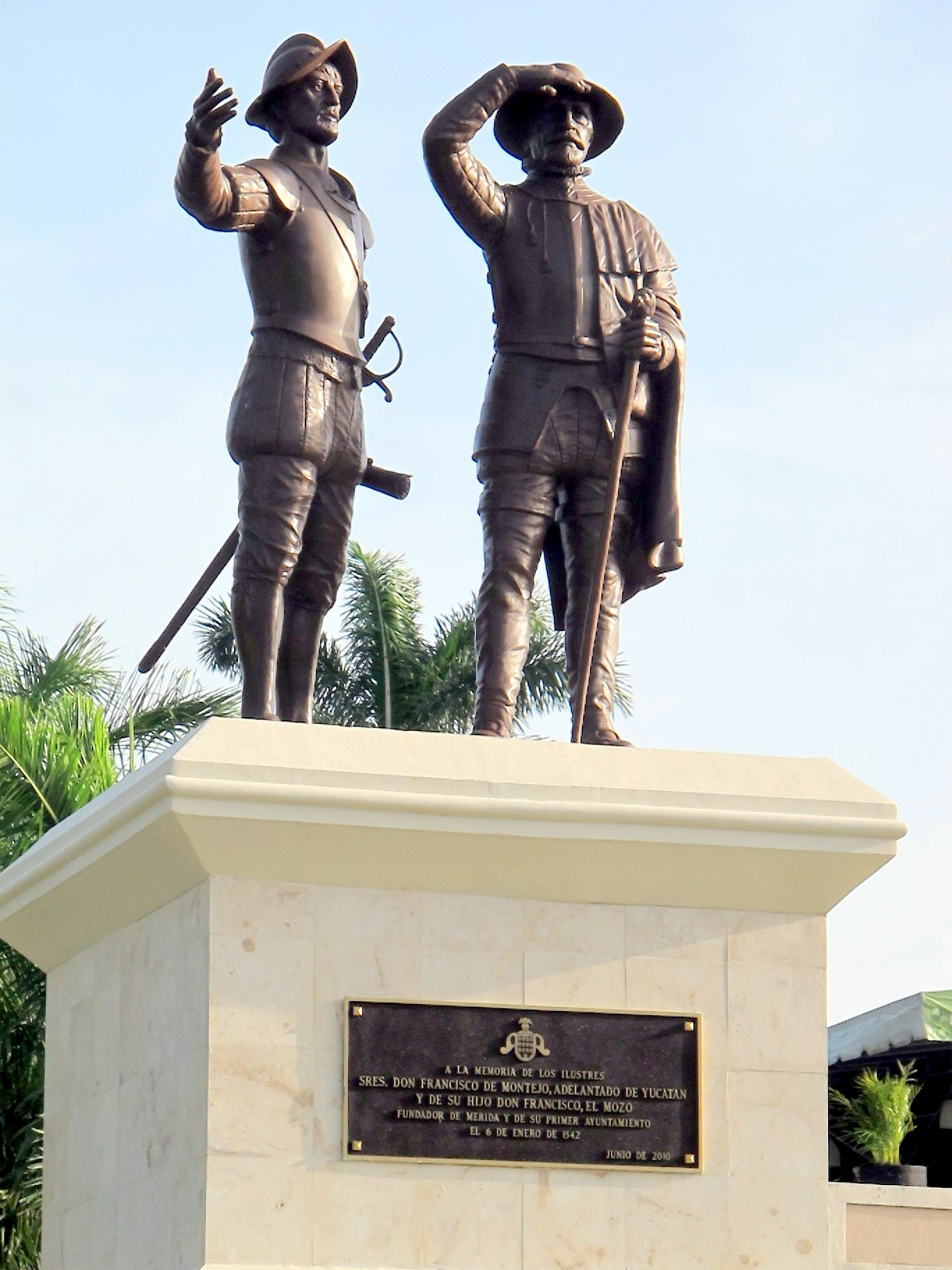
Francisco de Montejo (el Adelantado) (1526 - 1540) (amb el seu fill homònim)

## Llista dels governants de Yucatán

### Segle XVI
- Nachi Cocom. Abans de 1526 i fins a 1541 en què és derrotat. És l'últim dels halach uinik, reietó maia, cap del poble dels cocomes que s'enfrontà durament als conquistadors del Yucatán.
- (1526 - 1540): Francisco de Montejo. Adelantat.
- (1540 - 1546): Francisco de Montejo y León "el Mozo". Tinent de governador.
- (1546 - 1548): Francisco de Montejo. Adelantat.
- (1549 - 1549): Blas Cota. Oidor de la Real Audiencia de los Confines que inició el juicio de residencia a los Montejo.
- (1549 - 1549): Francisco de Herrera Oïdor de la Rieal Audiència de Mèxic.
- (1550 - 1550): Diego de Santillán. Oïdor de la Reial Audiència de Mèxic.
- (1550 - 1552): Gaspar Suárez de Ávila. Primer Alcalde major.
- (1552 - 1553): Tomás López Medel. Oïdor dels Confins.
- (1553 - 1554): Gaspar Suárez de Ávila. Alcalde major.
- (1554 - 1555): Álvaro de Carvajal. Alcalde major.
- (1556 - 1558): Alonso Ortiz de Argueta Alcalde major.
- (1558 - 1559): Juan de Paredes. Alcalde major.
- (1560 - 1560): Godofredo de Loaiza Oïdor dels Confins.
- (1561 - 1564): Diego de Quijada. Primer Alcalde major nomenat directament pel rei.
- (1565 - 1571): Luis de Céspedes y Oviedo. Primer Gocernador de Yucatán amb aquest títol.
- (1571 - 1573): Diego de Santillán y Pineda.
- (1573 - 1577): Francisco Velázquez de Gijón
- (1577 - 1582): Guillén de las Casas
- (1582 - 1583): Francisco de Solís Osorio (segons Diego López de Cogolludo s'anomenava Francisco de Sales Osorio)
- (1583 - 1584): Diego García de Palacios. Visitador de la Reial Audiència de Mèxic.
- (1584 - 1586): Francisco de Solís Osorio
- (1586 - 1593): Antonio de Vozmediano
- (1593 - 1595): Alonso Ordóñez de Nevares
- (1595 - 1596): Pablo Higueras de la Cerda (governador provisional, tinent d'Alonso Ordóñes de Nevares)
- (1596 - 1597): Carlos de Sámano y Quiñónez (primer governador interí nomenat pel Virrei de la Nova Espanya a Yucatán)

### Seglexvii
- (1598 - 1604): Diego Fernández de Velasco
- (1604 - 1612): Carlos de Luna y Arellano
- (1612 - 1617): Antonio de Figueroa y Bravo
- (1617 - 1619): Francisco Ramírez Briceño (primer capità general de Yucatán amb aquest títol)
- (1620 - 1621): Arias de Lozada y Taboada
- (1621 - 1628): Diego de Cárdenas
- (1628 - 1630): Juan de Vargas Machuca
- (1630 - 1631): Íñigo de Argüello y Carvajal, Oïdor de la Reial Audiència de Mèxic.
- (1631 - 1633): Fernando Centeno Maldonado (interí)
- (1633 - 1635): Jerónimo de Quero
- (1635 - 1636): Fernando Centeno Maldonado (interí)
- (1636 - 1636): Andrés Pérez Franco
- (1636 - 1643): Diego Zapata de Cárdenas (marquès de Santo Floro)
- (1643 - 1644): Francisco Núñez Melián
- (1644 - 1645): Enrique Dávila Pacheco (interí)
- (1645 - 1648): Esteban de Azcárraga
- (1648 - 1650): Enrique Dávila Pacheco (interí)
- (1650 - 1652): García de Valdés y Osorio (comte de Marcel de Peñalva)
- (1652 - 1653): Martín de Robles y Villafaña (interí)
- (1653 - 1654): Pedro Sáenz Izquierdo (interí)
- (1655 - 1660): Francisco de Bazán
- (1660 - 1662): José Campero de Sorredevilla
- (1663 - 1664): Juan Francisco de Esquivel y la Rosa (interí)
- (1664 - 1664): Rodrigo Flores de Aldana
- (1664 - 1667): Juan Francisco de Esquivel y la Rosa (interí)
- (1667 - 1669): Rodrigo Flores de Aldana
- (1669 - 1670): Frutos Delgado (interí)
- (1670 - 1672): Fernando Francisco de Escobedo
- (1672 - 1674): Miguel Franco Cordóñez de Soto (Miguel Francisco Cordonio de Sola)
- (1674 - 1677): Sancho Fernández de Angulo y Sandoval
- (1677 - 1679): Antonio de Layseca y Alvarado
- (1679 - 1680): Juan de Aréchiga (interí)
- (1680 - 1683): Antonio de Layseca y Alvarado
- (1683 - 1688): Juan Bruno Téllez de Guzmán
- (1688 - 1692): Juan José de la Bárcena
- (1693 - 1695): Roque de Soberanis y Centeno
- (1695 - 1696): Martín de Urzúa y Arizmendi
- (1696 - 1699): Roque de Soberanis y Centeno
- (1699 - 1703): Martín de Urzúa y Arizmendi (Adelantado del Petén). Sometiment dels itzaes de Tayasal.

### Seglexviii
- (1703 - 1706): Álvaro de Rivaguda (interí)
- (1706 - 1708): Martín de Urzúa y Arizmendi
- (1708 - 1712): Fernando de Meneses y Bravo de Saravia
- (1712 - 1715): Alonso de Meneses y Bravo de Saravia
- (1715 - 1720): Juan José de Vértiz y Hontañón
- (1720 - 1724): Antonio Cortaire y Terreros
- (1725 - 1733): Antonio de Figueroa y Silva
- (1733 - 1734): Juan Francisco Fernández de Sabariego
- (1734 - 1736): Santiago de Aguirre (interí)
- (1736 - 1742): Manuel Salcedo
- (1743 - 1750): Antonio Benavides Bazán y Molina
- (1750 - 1752): Juan José de Clou
- (1752 - 1758): Melchor de Navarrete
- (1758 - 1761): Alonso Fernández de Heredia
- (1761 - 1762): José Crespo y Honorato. Sufocà la rebel·lió de Cisteil i determinà la tortura i mort de Jacinto Canek, cabdill maia.
- (1762 - 1763): Antonio Ainz de Ureta (interí)
- (1763 - 1763): José Álvarez (substitut)
- (1763 - 1764): Felipe Ramírez de Estenoz
- (1764 - 1764): José Álvarez (substitut)
- (1764 - 1770): Cristóbal de Zayas (interí)
- (1771 - 1776): Antonio de Oliver
- (1777 - 1777): Alonso Manuel Peón
- (1778 - 1778): Hugo O'Conor Cunco y Fali
- (1779 - 1779): Alonso Manuel Peón (substitut)
- (1779 - 1782): Roberto Rivas Betancourt (interí)
- (1783 - 1789): José Merino y Ceballos
- (1789 - 1792): Lucas de Gálvez
- (1792 - 1792): Alonso Manuel Peón (substitut)
- (1792 - 1793): José Sabido Vargas (interí)
- (1793 - 1800): Arturo O'Neill y O'Kelly

### Seglexix
- (1800 - 1810): Benito Pérez Valdelomar (inicia la guerra d'independència de Mèxic)
- (1811 - 1812): Justo Serrano (tinent de governador i governador interí, amb Antonio Bolo)
- (1812 - 1812): Miguel de Castro y Araoz (tinent de rey y governador interí)
- (1812 - 1815): Manuel Artazo y Torredemer
- (1815 - 1819): Miguel de Castro y Araoz
- (1820 - 1820): Mariano Carrillo de Albornoz
- (1821 - 1821): Juan María Echeverri y Manrique de Lara (últim governador espanyol a Yucatán, d'1 de gener de 1821 al 8 de novembre)
- (1821 - 1822): Pedro Bolio y Torrecillas (intendent). Període preconstitucional.
- (1822 - 1822): Benito Aznar
- (1822 - 1823): Melchor Álvarez. Període preconstitucional.
- (1823 - 1823): Pedro Bolio y Torrecillas
- (1 de juny de 1823 a 23 d'abril de 1824): Junta Provisional Governativa, presidida per José Segundo Carvajal Cavero
- (1824 - 1824): Francisco Antonio de Tarrazo (interí)
- (1824 - 1825): Antonio López de Santa Anna
- (1826 - 1826): José Tiburcio López Constante
- (1826 - 1827): Pedro de Souza
- (1827 - 1829): José Tiburcio López Constante
- (1829 - 1829): Ignacio de la Roca
- (1829 - 1832): José Segundo Carvajal
- (1832 - 1832): Pablo Lanz y Marentes
- (1832 - 1832): Manuel Carvajal Cavero
- (1832 - 1832): José Segundo Carvajal Cavero
- (1832 - 1833): José Tiburcio López Constante
- (1833 - 1833): Basilio María de Argaiz
- (1833 - 1834): Juan de Dios Cosgaya
- (1834 - 1834): Rafael Montalvo y Baranda
- (1834 - 1835): Francisco de Paula Toro
- (1835 - 1835): Pedro Sainz de Baranda y Borreiro
- (1835 - 1835): Sebastián López de Llergo (provisional)
- (1835 - 1835): Pedro Sainz de Baranda y Borreiro
- (1835 - 1835): José de la Cruz Villamil (provisional)
- (1835 - 1837): Francisco de Paula Toro (interí)
- (1837 - 1837): Pedro Escudero de la Rocha
- (1837 - 1837): Benito Aznar
- (1837 - 1837): Joaquín Gutiérrez de Estrada
- (1837 - 1837): Benito Aznar
- (1837 - 1840): Pedro Marcial Guerra
- (1840 - 1840): Juan de Dios Cosgaya
- (1840 - 1844): Santiago Méndez Ibarra
- (1844 - 1844): Miguel Barbachano y Tarrazo (suplent)
- (1844 - 1846): José Tiburcio López Constante
- (1846 - 1846): Miguel Barbachano y Tarrazo
- (1847 - 1847): Domingo Barret (provisional)
- (1847 - 1848): Santiago Méndez Ibarra
- (1848 - 1853): Miguel Barbachano y Tarrazo. S'escindeix Yucatán; es forma l'Estat de Campeche
- (1853 - 1853): Crescencio José Pinelo (interí)
- (1853 - 1854): Rómulo Díaz de la Vega (designat per Antonio López de Santa Anna)
- (1854 - 1855): José Cárdenas del Llano (interí)
- (1855 - 1855): Pedro Ampudia (designat per Antonio López de Santa Anna)
- (1856 - 1857): Santiago Méndez Ibarra
- (1857 - 1857): Pantaleón Barrera
- (1857 - 1857): Martín Francisco Peraza
- (1858 - 1859): Liborio Irigoyen
- (1859 - 1860): Pablo Castellanos
- (1860 - 1860): Agustín Acereto
- (1860 - 1861): Lorenzo Vargas
- (1861 - 1861): Anselmo Cano (suplent)
- (1861 - 1861): Agustín Acereto
- (1861 - 1861): Pantaleón Barrera (suplent)
- (1861 - 1861): Agustín Acereto
- (1861 - 1863): Liborio Irigoyen (provisional)
- (1863 - 1864): Felipe Navarrete (comissari imperial de Maximilià d'Habsburg)
- (1864 - 1866): José Salazar Ilarregui (comissari imperial)
- (1866 - 1866): Domingo Bureau (comissari imperial)
- (1866 - 1867): José Salazar Ilarregui (comissari imperial)
- (1867 - 1867): Manuel Cepeda Peraza (es restaura la república)
- (1867 - 1867): Agustín O'Horán (governador provisional)
- (1868 - 1868): Eligio Ancona (per disposició del suprem govern de la república)
- (1868 - 1868): Manuel Cepeda Peraza (governador constitucional)
- (1868 - 1869): José María Vargas
- (1869 - 1869): José Cevallos Cepeda (estat de setge)
- (1869 - 1870): José Apolinar Cepeda Peraza (germà de Manuel Cepeda Peraza)
- (1870 - 1872): Manuel Cirerol y Canto
- (1872 - 1873): Vicente Mariscal
- (1873 - 1873): Ignacio R. Alatorre (interí)
- (1873 - 1874): Liborio Irigoyen
- (1874 - 1874): Miguel Castellanos Sánchez
- (1874 - 1874): José Matilde Alcocer
- (1874 - 1875): Eligio Ancona (provisional)
- (1875 - 1875): Juan Pío Aguilar (interí)
- (1875 - 1876): Eligio Ancona
- (1876 - 1877): Guillermo Palomino (interí)
- (1877 - 1877): Protasio Guerra (primer governador designat del porfiriato
- (1877 - 1877): Agustín del Río (interí)
- (1877 - 1877): José María Iturralde Lara
- (1877 - 1877): José María Vargas
- (1877 - 1877): José María Iturralde Lara
- (1877 - 1880): Manuel Romero Ancona (primer governador electe del porfiriato)
- (1880 - 1880): Juan Cervera Molina (encarregat del despatx)
- (1880 - 1880): Manuel Romero Ancona
- (1880 - 1881): Teodosio Canto (encarregat del despatx)
- (1881 - 1882): Manuel Romero Ancona
- (1882 - 1883): Octavio Rosado
- (1883 - 1883): Serapio Baqueiro Preve (encarregat del despatx)
- (1883 - 1885): Octavio Rosado
- (1885 - 1885): Teodosio Canto (encarregat del despatx)
- (1885 - 1886): Octavio Rosado
- (1886 - 1889): Guillermo Palomino
- (1889 - 1890): Juan Pío Manzano
- (1890 - 1894): Daniel Traconis
- (1894 - 1896): Carlos Peón Machado
- (1896 - 1896): José Palomeque Solís
- (1896 - 1897): Carlos Peón Machado
- (1897 - 1898): José María Iturralde Lara (interí de 16 d'agost de 1897 a l'1 de febrer de 1898)
- (1898 - 1902): Francisco Cantón Rosado

### Segle XX
- (1902 - 1906): Olegario Molina Solís.
- (1903 - 1903): Manuel Molina Solís (interí en absència d'OMS)
- (1903 - 1903): Rodulfo G. Cantón (interí en absència d'OMS)
- (1904 - 1904 i 1905 - 1905): Braulio Méndez (interí dos cops en absència d'OMS)
- (1906 - 1907): Olegario Molina Solís
- (1907 - 1909): Enrique Muñoz Arístegui (interí successor d'OMS en assumir-ne la Secretaria de Foment en el Porfiriato.)
- (1909 - 1909): José Patrón Correa (interí)
- (1910 - 1911): Enrique Muñoz Arístegui
- (1911 - 1911): Luis del Carmen Curiel
- (1911 - 1911): José María Pino Suárez (maderista)
- (1911 - 1911): Jesús L. González
- (1911 - 1911): José María Pino Suárez
- (1911 - 1911): Nicolás Cámara Vales
- (1911 - 1912): Agustín Patrón Correa
- (1912 - 1913): Nicolás Cámara Vales
- (1913 - 1913): Fernando Solís León
- (1913 - 1913): Arcadio Escobedo (imposat per Victoriano Huerta)
- (1913 - 1913): Felipe Solís Castillo (interí pel Congrés de Yucatán)
- (1913 - 1913): Eugenio Rascón (nomenat perVictoriano Huerta)
- (1913 - 1914): Prisciliano Cortés (huertista)
- (1914 - 1915): Eleuterio Ávila (constitucionalista)
- (1915 - 1915): Toribio de los Santos (constitucionalista)
- (1915 - 1915): Abel Ortiz Argumedo (general colpista)
- (1915 - 1917): Salvador Alvarado (constitucionalista)
- (1917 - 1917): Álvaro Torre Díaz
- (1918 - 1920): Carlos Castro Morales (socialista)
- (1920 - 1920): Tomás Garrido Canabal (interí del 13 de maig al 26 de juny)
- (1920 - 1920): Enrique Recio (interí nomenat per Adolfo de la Huerta)
- (1920 - 1920): Antonio Ancona Albertos (interí del 26 de juliol al 27 de novembre de 1920)
- (1920 - 1921): Hircano Ayuso y O'Horibe (interí del 27 de novembre de 1920 a l'1 de febrer de 1921)
- (1921 - 1921): Eladio Domínguez (interí de l'1 al 4 de febrer de 1921)
- (1921 - 1922): Manuel Berzunza (interí del 4 de febrer de 1921 al 31 de gener de 1922)
- (1922 - 1924): Felipe Carrillo Puerto (socialista)
- (1924 - 1924): Juan Ricárdez Broca (usurpador, responsable de l'assassinat de Carrillo Puerto i els seus germans)
- (1924 - 1926): José María Iturralde Traconis
- (1926 - 1930): Álvaro Torre Díaz
- (1930 - 1934): Bartolomé García Correa
- (1934 - 1935): César Alayola Barrera
- (1935 - 1936): Fernando López Cárdenas
- (1936 - 1938): Florencio Palomo Valencia
- (1938 - 1940): Humberto Canto Echeverría
- (1940 - 1940): Laureano Cardoz Ruz
- (1940 - 1940): Santiago Burgos Brito
- (1940 - 1942): Humberto Canto Echeverría
- (1942 - 1946): Ernesto Novelo Torres
- (1946 - 1951): José González Beytia
- (1951 - 1952): Humberto Esquivel Medina
- (1952 - 1953): Tomás Marentes Miranda
- (1953 - 1958): Víctor Mena Palomo (interí)
- (1958 - 1964): Agustín Franco Aguilar
- (1964 - 1970): Luis Torres Mesías
- (1970 - 1976): Carlos Loret de Mola Mediz
- (1976 - 1982): Francisco Luna Kan
- (1982 - 1984): Graciliano Alpuche Pinzón
- (1984 - 1988): Víctor Cervera Pacheco (interí)
- (1988 - 1991): Víctor Manzanilla Schaffer
- (1991 - 1993): Dulce María Sauri Riancho (interina, primera governadora de l'estat de Yucatán)
- (1993 - 1994): Ricardo Ávila Heredia (encarregat del despatx)
- (1994 - 1995): Federico Granja Ricalde (electe per 18 mesos per decret del Congrés de Yucatán.)
- (1995 - 2001): Víctor Cervera Pacheco

### Segle XXI
- (2001 - 2007): Patricio Patrón Laviada
- (2007 - 2012): Ivonne Ortega Pacheco
- (2012 - 2018): Rolando Zapata Bello